# Черёмушкинский проезд
Черёмушкинский прое́зд — проезд, расположенный на юго-западе Москвы в Юго-Западном административном округе (ЮЗАО), входящий в состав района Академический. Черёмушкинский проезд идёт от проспекта 60-летия Октября и упирается в тупик.

## Происхождение названия
После присвоения в 1955 году номерных названий бывшим Черёмушкинским улицам в 1958 году получил название и расположенный среди них 1-й Черёмушкинский проезд, в 1985 году переименованный в Черёмушкинский проезд.

## Учреждения и организации
по нечётной стороне:
- № 5 — Российский Красный Крест

по чётной стороне: